# Siegbert Ramsauer
Siegbert Ramsauer (ur. 19 października 1909, zm. 13 czerwca 1991) – zbrodniarz hitlerowski, jeden z lekarzy SS pełniących służbę w obozach koncentracyjnych i SS-Hauptsturmführer.
Doktor medycyny, członek NSDAP (nr legitymacji partyjnej 6103648) i SS (nr identyfikacyjny 301007). Służbę w obozach koncentracyjnych rozpoczął Ramsauer w Dachau. W 1941 przeniesiony został do Gusen i rozpoczął pierwsze eksperymenty pseudomedyczne w tym obozie. Następnie był naczelnym lekarzem w podobozie Mauthausen – Loiblpass, gdzie również prowadził okrutne pseudoeksperymenty na więźniach.
Ramsauer został po zakończeniu wojny osądzony za swoje zbrodnie przez aliancki Trybunał Wojskowy w Klagenfurt am Wörthersee w procesie załogi Mauthausen i skazany na dożywotnie pozbawienie wolności.